# اقلیم قاره‌ای مرطوب
| Dsa Dsb |  | Dwa Dwb |  | Dfa Dfb |

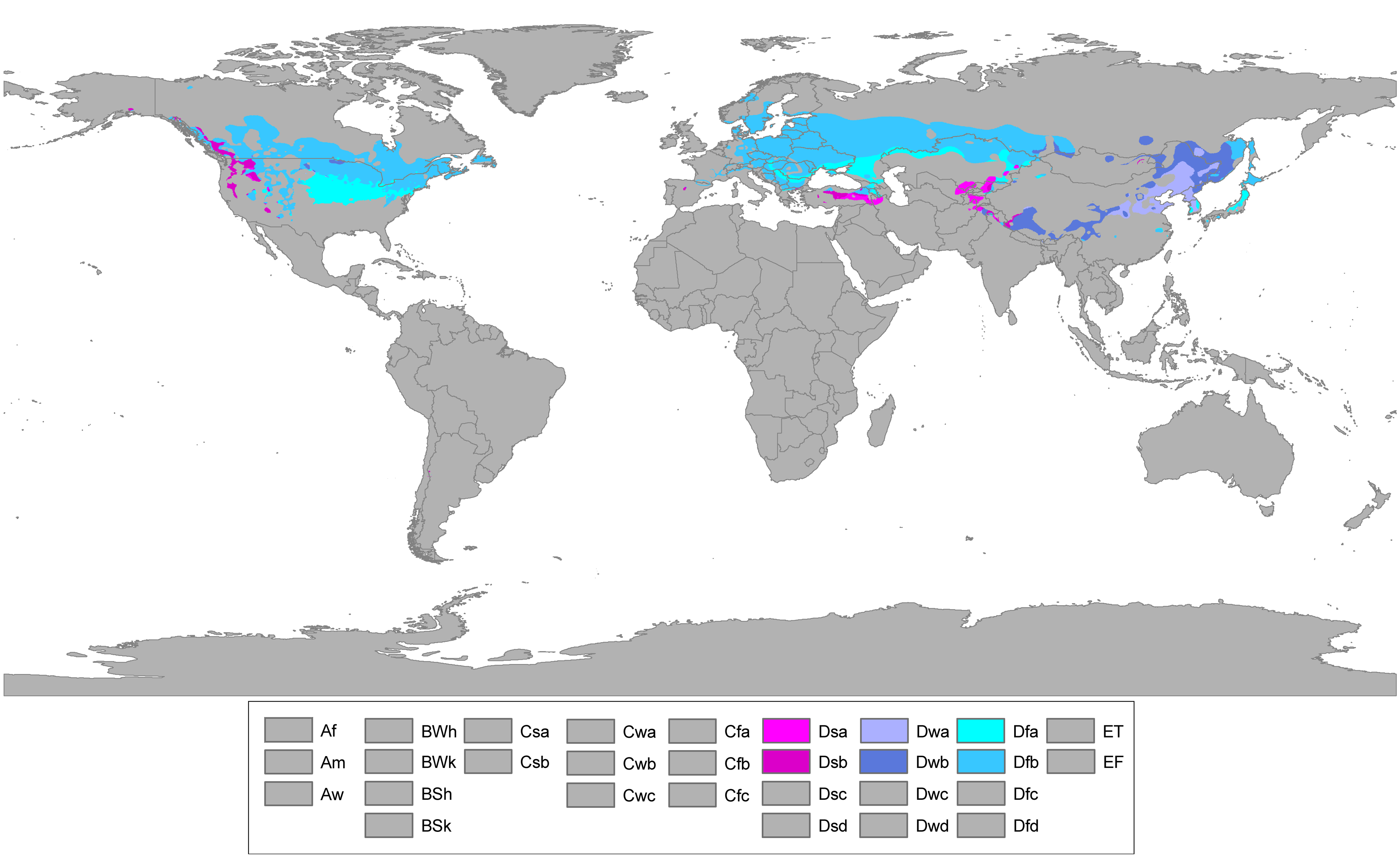
اقلیم قاره‌ای مرطوب در جهان

اقلیم قاره‌ای مرطوب در سامانه طبقه‌بندی اقلیمی کوپن با پیشوند D و حرف سوم a یا b نمایش داده می‌شود. ویژگی این اقلیم داشتن اختلاف دمای بسیار میان فصل‌ها و داشتن تابستان‌های گرم یا داغ و اغلب مرطوب و زمستان‌های سرد و گاهی خشن است.
در بیشتر مناطق این اقلیم بارش در طول سال نسبتاً متوازن بوده و در همهٔ فصل‌ها بارش به اندازه بسنده وجود دارد، ولی برخی نقاط ممکن است گاهی دچار کاهش بارش در فصل زمستان شده یا حتی دچار خشک‌سالی زمستانی شوند. بارش برف در همهٔ مناطق روی می‌دهد و در بیشتر این مناطق در میانهٔ زمستان معمول‌تر از بارش باران است. در مناطقی که بارش باران زمستانهٔ کافی وجود دارد اغلب عمق برف نشسته بر روی زمین بسیار است. بیشتر بارندگی‌های تابستانی اغلب با طوفان تندری همراه هستند و در اثر نفوذ سیستم گرمسیری پدید می‌آیند. گرچه سطح رطوبت اغلب در اقلیم قاره‌ای مرطوب بالا است، ولی واژهٔ «مرطوب» در این نام به این معنی نیست که سطح رطوبت الزاماً باید در این اقلیم بالا باشد، بلکه به این معنی است که این اقلیم آن اندازه خشک نیست که در طبقهٔ خشک و نیمه‌خشک جای بگیرد. مناطق بسیار کمی در این اقلیم هستند که در مقولهٔ Dsa یا Dsb جای می‌گیرند. معمولاً این مناطق چسبیده به اقلیم مدیترانه‌ای هستند، جایی که زمستان‌های سردتر به خاطر ارتفاع بالا مانع از این می‌شود که این مناطق جزء اقلیم مدیترانه‌ای قرار گیرند.
اقلیم قاره‌ای مرطوب معمولاً بالای عرض جغرافیایی ۴۰ درجه، در مرکز و شمال شرقی آمریکای شمالی، اروپا و آسیا یافت می‌شود. این اقلیم در نیمکره جنوبی به خاطر خشکی بسیار کم در عرض جغرافیایی بالای ۴۰ درجه و اثر تعدیل هوا به وسیلهٔ دریاها بسیار کمتر یافت می‌شود.
طبق سامانهٔ طبقه‌بندی کوپن ویژگی‌های دمایی این اقلیم به شرح زیر است: دمای میانگین سرترین ماه باید زیر منفی ۳ درجه سانتیگراد (برخی از اقلیم شناسان ترجیح می‌دهند دمای انجماد را معیار قرار دهند) باشد و دست کم چهار ماه از سال باید دارای دمای میانگین ۱۰ درجه سانتیگراد یا بالاتر باشد. علاوه بر این مناطق سؤال‌برانگیز نباید جزء مناطق خشک یا نیمه خشک باشند.

## توضیح حروف‌گذاری
طبق سامانهٔ طبقه‌بندی کوپن این اقلیم دارای اشکال زیر است:
- حرف دوم
  - s: تابستان خشک - خشک‌ترین تابستان دارای بیشینه ۳۰ میلی‌متر بارش باران و بیشینه یک سوم بارش مرطوب‌ترین ماه زمستان است.
  - w: زمستان خشک - خشک‌ترین ماه زمستان یک دهم بارش مرطوب‌ترین ماه تابستان را دارا است.
  - f: هیچ‌کدام از ویژگی‌های s و w را دارا نیست.
- حرف سوم
  - a: میانگین گرمترین ماه بالای ۲۲ درجهٔ سانتیگراد است.
  - b: ویژگی‌های a را ندارد، ولی دست کم دمای چهار ماه از سال بالای ۱۰ درجهٔ سانتیگراد است.

## Dsa / Dwa / Dfa: اقلیم قاره‌ای مرطوب با تابستان داغ (خیلی گرم)
نوع داغ یا خیلی گرم اقلیم قاره‌ای در گرمترین ماه خود دارای میانگین دمای دست کم ۲۲ درجهٔ سانتیگراد است. گرم‌ترین ماه معمولاً ژوئیه است و در برخی موارد می‌تواند ماه اوت باشد. در این منطقهٔ میانگین دمای بعد از ظهر ژوئیه به ۳۲ درجه سانتیگراد می‌رسد، در حالی که بالاترین دما در ماه ژانویه ۳ درجهٔ سانتیگراد است. در اروپا بیشتر در مناطق محصور در خشکی رومانی، مولداوی، اوکراین و حوضهٔ جلگه پانونی در بخش‌هایی از مجارستان، کرواسی، صربستان و دهانهٔ رود دن در روسیه این اقلیم دیده می‌شود. در آسیا نیز در اطراف دریای خزر در روسیه، قزاقستان، در بخش‌هایی از ایران، ترکیه و بخش‌هایی از کشمیر در هند این اقلیم وجود دارد. همچنین نوار بزرگی از شمال چین، تقریباً همهٔ بخش‌های کره شمالی، بیشتر بخش‌های کره جنوبی و بیشتر بخش‌های شمال ژاپن (شامل بیشتر قسمت‌های هوکایدو) همچنین مناطق گوناگون مرکزی در این اقلیم قرار دارند، در آسیای شرقی این اقلیم تحت تأثیر اقلیم موسمی که در آن میزان بارش در تابستان بسیار بیشتر از زمستان است و تحت تأثیر زمستان‌های بسیار سرد سیبری نسبت به دیگر نقاط هم عرض قرار می‌گیرد که دارای بارش اندک برف هستند (به استثنای غرب ژاپن که دارای بارش سنگین برف است). این اقلیم در آمریکای شمالی، شامل بخش‌هایی از جنوب نیوانگلند و ایالت‌های ساحلی اقیانوس اطلس آمریکا، بیشتر ایالت‌های غرب میانه آمریکا و بخش‌های جنوب شرقی انتاریوی جنوبی، منطقهٔ تورنتو و ناحیهٔ جنوبی ویندزور، از اقیانوس اطلس تا نصف‌النهار ۱۰۰ درجه و در گسترهٔ کلی میان ۳۹ درجهٔ شمالی تا ۴۴ درجهٔ شمالی یافت می‌شود. البته در مناطق غربی به خاطر عدم نفوذ دریا گسترهٔ آن از شمال و جنوب افزایش پیدا می‌کند، به استثنای جنوب دریاچه‌های بزرگ. همچنین در بخش‌های غربی‌تر مشابهت فصلی کمتری وجود دارد. هر چه به سوی شرق برویم بارش افزایش پیدا می‌کند.
خط هم‌دمای صفر درجه سانتیگراد (خط یخبندان) و خط همدمای منفی ۳ درجه سانتیگراد (خط بارش برف پی در پی) اغلب به عنوان خط جداکننده میان اقلیم قاره‌ای مرطوب که شمال و غرب این خط را پوشش می‌دهد و اقلیم نیمه‌گرمسیری مرطوب که جنوب و جنوب غربی این خط را پوشش می‌دهد در نظر گرفته می‌شود. در سامانهٔ طبقه‌بندی اقلیمی کوپن که رایج‌ترین سامانهٔ اقلیمی است معیار دمای منفی ۳ درجه سانتیگراد به کار برده می‌شود؛ ولی بسیاری از اقلیم شناسان در ایالات متحده ترجیح می‌دهند صفر درجهٔ سانتیگراد را به کار ببرند، زیرا معتقدند که بهتر ویژگی‌های گیاهی منطقه‌ای را بازتاب می‌دهد.
ایالت‌های غربی ایالات متحده مرکزی(مونتانا، وایومینگ، آیداهوی جنوبی، بخش‌هایی از کلرادو، بخش‌هایی از یوتا، غرب نبراسکا و بخش‌هایی از غرب داکوتای شمالی و جنوبی) دارای ویژگی‌های دمایی‌ هستند که منطبق با اقلیم Dfa است، ولی این مناطق بسیار خشک هستند و به‌طور کلی در اقلیم نیمه‌خشک(BSk) طبقه‌بندی می‌شوند.
بیرون از آمریکای شمالی اقلیم Dfa در کنار دریای سیاه در جنوب اوکراین، جنوب ناحیه فدرالی جنوبی، جنوب مولداوی و بخش‌هایی از جنوب و غرب رومانی وجود دارد، ولی در این مناطق میزان رطوبت کمتر است و حتی می‌تواند نیمه خشک باشد. ناحیه توهوکو در ژاپن میان توکیو و هوکایدو نیز دارای اقلیم Dfa است، ولی مرطوب‌تر از اقلیم مشابه خود در آمریکای شمالی است. یک نوع از این اقلیم که دارای زمستان‌های خشک بوده و بنابر این بارش برف در آن کمتر است و دارای بارش باران تابستان از نوع موسمی است در شمال شرقی چین مناطق ساحلی دریای زرد و بیشتر بخش‌های شبه جزیره کره یافت می‌شود. این اقلیم در طبقه‌بندی کوپن Dwa است. بیشتر مناطق آسیای میانه، شمال غربی چین و جنوب مغولستان دارای دمایی مشابه دمای اقلیم Dfa هستند، ولی این مناطق بارش بسیار کمتری را دریافت می‌کنند و در اقلیم نیمه‌خشک(BSk) یا اقلیم بیابانی(BWk) جای می‌گیرند.

## Dsb / Dwb / Dfb: اقلیم قاره‌ای مرطوب با تابستان گرم
این اقلیم مناطق بسیار پهناورتری را نسبت به نوع با تابستان داغ پوشش می‌دهد. در آمریکای شمالی این منطقهٔ اقلیمی از مدار ۴۴ درجهٔ شمالی تا ۵۰ درجهٔ شمالی در شرق نصف‌النهار ۱۰۰ درجه یافت می‌شود، ولی در برخی نقاط تا مدار ۵۴ درجه و همچنین به سمت غرب تر تا دشت‌های کانادا و زیر مدار ۴۰ درجهٔ شمالی در ارتفاعات بالای رشته‌کوه آپالیشین نفوذ نموده‌است. در اروپا این نوع اقلیم تا نزدیک مدار ۶۱ درجهٔ شمالی نیز گستردگی دارد. ویژگی این اقلیم دمای میانگین زیر ۲۲ درجهٔ سانتیگراد در گرمترین ماه است. میانگین دما در تابستان معمولاً میان ۲۱ تا ۲۸ درجهٔ سانتیگراد در طول روز است و میانگین دمای سردترین ماه معمولاً زیر منفی ۳ درجه سانتیگراد است.